# Het Expertise Centrum
Stichting Het Expertise Centrum is in 1988 opgericht vanuit het toenmalige Nederlandse ministerie van Binnenlandse Zaken met als belangrijkste doel om het kennisniveau betreffende grote ICT-projecten binnen de overheid te verhogen en kennisdeling hierover te stimuleren. Het Expertise Centrum is vanaf 2012 samen met de stichting ROI (Rijksopleidingsinstituut) en organisatieadviesbureau Zenc BV verdergegaan als advies-, onderzoeks- en opleidingsorganisatie in het publieke domein onder de naam PBLQ.